# Was It All Worth It
Was It All Worth It es una canción del grupo musical Queen, que está incluida en el álbum The Miracle, lanzado en el año 1989; es la última canción del mismo en su versión LP. 
Los créditos del tema corren por cuenta de los cuatro miembros de la banda, aunque se rumora que su mayor contribuyente es Freddie Mercury. Incluye melodías con riff muy pesado y orquestaciones sinfónicas al final, como en el período clásico de los años 70 Roger Taylor toca en esta canción un gong. Curiosamente, a los 2:52 minutos se puede apreciar lo que sería un guiño a Death on Two Legs, de esa misma época.
Was It All Worth It trata sobre el origen y desarrollo de un grupo de rock y sus peripecias a lo largo de los años, de una forma paralela a la historia del verdadero grupo y  como una forma de epílogo a su trayectoria, ya que, por aquel entonces, el grupo pensó que The Miracle sería su último álbum. No obstante, en 1991, Queen lanzó el álbum Innuendo.
Por el lanzamiento de la reedición del álbum The Miracle se lanzó el video de la canción que recorre la trayectoria de la banda hasta 1989 año del lanzamiento del álbum y está disponible en el canal de la banda.
- Datos: Q11705245